# دهستان پاریز
دهستان پاریز نام دهستانی در بخش پاریز شهرستان سیرجان، استان کرمان در ایران است. براساس سرشماری مرکز آمار ایران در سال ۱۳۸۵، جمعیت آن ۳۰۶۵ نفر (۷۸۶ خانوار) بوده‌است.